# Kaolin

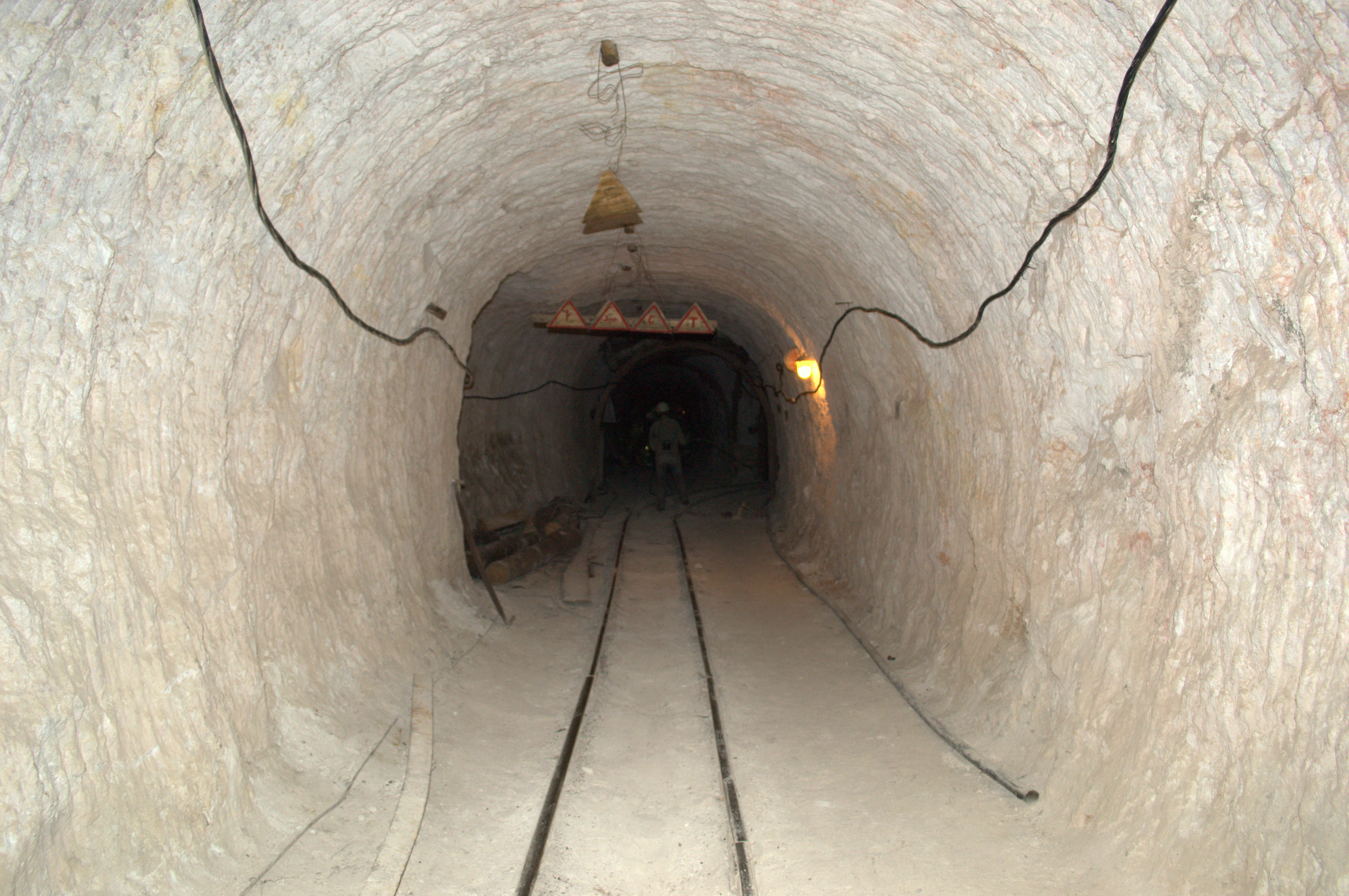
Kopalnia kaolinu Kuklja w Mużijewie, Ukraina

Kaolin (glinka porcelanowa) – skała osadowa zawierająca w swym składzie głównie kaolinit, a także m.in. kwarc i mikę. Nazwa skały pochodzi od chińskiej góry Gaoling (chiń. 高嶺; dosł. „Wysoka Góra”), miejsca wydobywania surowca.
Powstaje na skutek wietrzenia skał magmowych, metamorficznych i osadowych. Jest „tłusty” w dotyku. Barwa – biała, szara, żółtawa do brunatnej lub błękitnawa.
Stosowany jest do produkcji ceramiki szlachetnej i budowlanej (jest dodawany do gliny przy produkcji dachówek ceramicznych), przemyśle chemicznym i papierniczym. Służy też do wytwarzania form odlewniczych w poligrafii fleksograficznej (typowa mieszanka to sproszkowany kaolin/gips/talk/dekstryna kasztanowa w proporcji 10/7/1/0,5, rozrobiona wodą do uzyskania konsystencji miękkiej plasteliny i wysuszona w 130 °C). Bywa używany w laboratoriach chemicznych w celu zapewnienia równomiernego wrzenia roztworu.
W medycynie wykorzystywany jako środek przeciwbiegunkowy i podłoże do sporządzania maści.
Drobno zmielony kaolin stosowany jest do oczyszczania wody, ścieków i klarowania napojów – w mikroporach na jego powierzchni następuje adsorpcja zanieczyszczeń.

## Występowanie
Na świecie
Na świecie bogate złoża kaolinu znajdują się m.in. w Chinach, USA, Rosji, Japonii, we Francji i Niemczech.
W Polsce
W Polsce występuje na Dolnym Śląsku, w okolicach m.in. Świdnicy, Strzelina, Turoszowa, Strzegomia i Bolesławca.